# 陳睿 (成化進士)
陳睿（1441年—？），字邦獻，号扑叟，又号心斋，福建泉州府惠安縣人，民籍，明朝政治人物。同進士出身。

## 生平
成化十年，福建甲午乡试中舉。成化十一年（1475年）乙未科會試第二百七十七名，殿試登進士第三甲第一百四十一名，授廣東揭阳县知县，升至户部主事。历升员外郎、湖广参议、贵州布政使司左参政，诰授通议大夫。

## 家族
曾祖父陳彥文。祖父陳昂。父亲陳玧珪。孫陳煒（知州）、陳煌（曲靖知府）俱为舉人。